# Українська громада в Швеції
Українська громада у Швеції (швед. Ukrainska sällskapet i Sverige) — найдавніша громадська організація української діаспори в Королівстві Швеція. Є членом Європейського Конгресу Українців.

## Історія
Українську громаду у Швеції (УГШ) було утворено 1 травня 1947 року в Стокгольмі. Ініціатива формування організації надежало Кирилу Гарбару, Теодору Ґивелю, Богдана Кентржинський, Володимиру Паньківу, Роману Руднику, Валеріяну Федорчуку, Степаун Чупаку і Богдану Скобовічу-Околоту. Потім товариство спрямувало листи всім відомим українцям у Швеції з інформацією про формування Української громади у Швеції та пропозицію членства. Спочатку більшість членів були колишні в'язні німецьких концтаборів або насильно вивезені на каторжні роботи до Німеччини (остарбайтери). Перші загальні збори Української громади та перший з'їзд українців у Швеції відбулися 6 січня 1948 року в м. Флюста поблизу Стокгольму. Тут було прийняте рішення щодо назви об'єднання, затверджено його статут.
1966 року задля того, щоб зробити австрійському урядові полегшення у розв'язанні питання біженців (в цей час туди перебралося 600 українців з Польщі) і щоб збільшити українську діаспору у Швеції Українська громада подала заяву до шведського уряду з проханням, щоб Швеція надала політичний притулок хоча б якійсь частині (прохали, щоб 50-100 осіб-українців). На жаль, уряд Швеції не дав на це згоди.
До початку 1990-х років фактично була майже єдиною українською організацією у Швеції. Згодом стала співпрацювати з Союзом українок в Скандинавії. З появою нової хвилі українських мігрантів до Швеції Українська громада не зуміла їх повністю приєднати до своїх лав. В результаті з'явилися численні інші українські організації, особливо напочатку 2000-х років.
Натепер чисельність Української громади у Швеції складає від 200 до 300 осіб.

## Організація
Є демократичною організацією, позбавленою політичних та релігійних впливів. Управління здійснює управа, куди входить голова, скарбничий, секретар. Вибори спочатку відбувалися щорічно, згодом 1 раз на 3 роки. Сьогодні головою є Ярослав Каспрів. Осідок розташовано у Стокгольмі.

### Голови
- Валер'ян Федорчук (1947—1952).
- Іван Бутко (1953)
- Кирило Гарбар (1954—1977)
- Богдан Залуга (1978—1992)
- Петро Басараб-Горват (1993—2007)
- Ірина Сушельницька (2007—2013)
- Ярослав Каспрів (з 2013)

## Діяльність
Організація в часи панування Радянського Союзу в Україні займалося збереженням української культури та поширенням правдивої інформації про ситуацію в Україні.
З 1950 року під орудою УГШ діяла Спілка української молоді. було налагоджено співпрацю з Українським Вільним університетом в Мюнхені, де здобували навчання представники української громади в Швеції. Певний час здійснювалося фінансування української гімназії в Регенсбурзі.
У 1950-х роках для українських емігрантів через шведське товариство «Рятуймо дітей» були закуплені продукти харчування, одяг, збірні дерев'яні будиночки на суму 695 тис. шведських крон. У Стокгольмі в 1950-тих роках було відкрито український інформаційний центр (УІЦ) під керівництвом Б. Кентржинського та співпрацею Юрія Бориса і Богдана Залуги. Завдяки інформаційному центру, в п'ятдесяті роки проходила дуже активна діяльність в українському громадському житті. Тут слід зауважити, що знання шведів про Україну було на той час мінімальним. Але завдяки діяльності цих організацій це знання дещо поширилося, хоч і не досконало.
Визначною подією в українському громадському житті у Швеції стало святкування 1000-ліття хрещення Русі в 1988 році в місті Лунді, а саме в Лундському Соборі, який своїм віком відповідає Софіївському собору в Києві. У цих святкуваннях брали участь владики Української Автокефальної Православної і Українсько греко-католицької церков.
З початку 2000-х років завдяки активним діям УГШ проводиться навчання української мови у трьох університетах Швеції — Лунді, Стокгольмі та Упсалі.
Громада займалася благодійництвом як у Швеції, так і за її межами, видавала часопис «Обіжник УГ», а у 1953-1979 роках — квартальник «Скандінавські вісті» (редактор - Богдан Залуга). 
У 1998 році видано альманах «50 років українців у Швеції», створений на основі архіву Валеріана Федорчука.